# Symphysa rufifusalis
Symphysa rufifusalis là một loài bướm đêm trong họ Crambidae.